# Избори за народне посланике Уставотворне скупштине Народне Републике Србије 1946.
Први скупштински избори у Србији после Другог светског рата одржани су 10. новембра 1946. године. Били су то избори за Уставотворну скупштину НРС.
Бирачко право имали су сви држављани Југославије на територији НР Србије који су навршили 18 година. По први пут право гласа добиле су жене и војници. Избори су вршени на основу општег, једнаког и непосредног изборног права, тајним гласањем. Гласање је вршено куглицама до новембарских избора 1953, када се по први пут уводе гласачки листићи.
Уставотворна скупштина је бројала 287 посланика.

## Бирачко тело и излазност бирача у НР Србији 1946.
- Уписани бирачи – укупно: 3 776 615
- Бирачи који су гласали – свега: 3 428 507
- Бирачи који су гласали – %: 90,78%[2]